# The Spy Who Loved Me
The Spy Who Loved Me é um filme estadunidense-britânico de 1977, dos gêneros acção, espionagem e aventura, dirigido por Lewis Gilbert.
É o 10º filme da série James Bond e o terceiro com Roger Moore no papel do agente secreto 007. Apesar de ter o mesmo título do livro homónimo do romance de Ian Fleming, a história não foi aproveitada por questões judiciais, por isso os argumentistas Christopher Wood e Richard Maibaum tiveram de reescrevê-lo por completo.[carece de fontes?]
Este filme é também o primeiro após a ruptura da colaboração entre Harry Saltzman e Albert R. Broccolli, sendo que o último, a partir deste filme até GoldenEye, passa a produzir sozinho os filmes Bond. O filme foi grande sucesso quer a nível crítico (nomeado para três Óscares), quer a nível de bilheteira.

## Sinopse
Submarinos nucleares britânicos e soviéticos estão a ser roubados em alguns lugares do Mundo. Na Áustria, Bond escapa de uma armadilha feita por soviéticos matando um deles. Esquia pela montanha até saltar de uma ravina e abre um pára-quedas com a bandeira do Reino-Unido. Ao regressar ao país, Bond é informado que alguém está a roubar as rotas secretas dos submarinos. O agente viaja para o Egipto para se encontrar com um vendedor. Encontra-se primeiro com uma agente soviética chamada Anya Amasova que se torna a sua rival. Ambos viajam até Luxor atrás do micro-filme com as rotas dos submarinos. Os superiores dos agentes concordam em torná-los parceiros.
Bond e Amasova viajam até a Sardenha onde a última é salva pelo agente do parceiro de Stromberg, Jaws. Os dois disfarçam-se de casal de biólogos e visitam Stromberg em seu laboratório marinho chamado Atlantis. Após a visita, os dois saem de carro mas são perseguidos primeiramente por helicóptero. Na fuga, o carro submerge no mar e transforma-se num submarino. Ao tentarem espiar a Atlantis são atacados por mergulhadores, e, ao submergirem, por um sidecar e outro veículo. Amasova promete irá matar Bond ao fim da missão, ao saber que ele matou seu amante, que estava em missão na Áustria.
Embarcam em um submarino norte-americano e se aproximam do navio-petroleiro Liparus pertencente a Stromberg. O submarino é capturado pelo petroleiro e Stromberg inicia o seu plano que consiste em lançar duas bombas atômicas a partir de dois submarinos, uma em Nova Iorque e outra para Moscou de modo a provocar uma guerra nuclear. Seu objetivo é recriar a civilização humana sob o mar. Minutos depois, Stromberg pega Amasova e foge para a base Atlantis. Na base, Bond consegue entrar na sala de controle desencadeando um conflito dentro do petroleiro e consegue alterar as coordenadas das bombas que já foram lançadas. As rotas são alteradas para os dois submarinos lancem suas bombas um contra o outro. O petroleiro é afundado e Bond quer ir atrás de Stromberg e Amasova mas os submarinos têm ordem para atacar a base. O agente consegue uns tempos de compasso e dirige-se a Atlantis onde mata Stromberg com uma pistola por baixo da mesa e liberta Amasova. Mas Jaws apanha o agente e após uma luta, o gigante é lançado a um tanque cheio do tubarões. Com a Atlantis sob bombardeio, Bond e Amasova escapam através de uma cápsula. Nela, Amasova aponta um arma a Bond relembrando o que tinha prometido, mas não atira. O britânico e a russa são resgatados pelos seus superiores hierárquicos, enquanto fazem amor.

## Elenco
- Roger Moore — James Bond
- Barbara Bach — Major Anya Amasova/XXX
- Curd Jürgens — Karl Stromberg
- Richard Kiel — Jaws
- Caroline Munro — Naomi
- Walter Gotell — General Gogol
- Geoffrey Keen — Ministro da Defesa
- Bernard Lee — M
- George Baker — Capitão Benson
- Michael Billington — Serguei Borzov
- Olga Bisera — Felicca
- Desmond Llewelyn — Q
- Edward de Souza — Sheik Hosein
- Vernon Dobtcheff — Max Kalba
- Valerie Leon — recepcionista hotel
- Lois Maxwell — Miss Moneypenny
- Sidney Tafler — Capitão do Liparus
- Nadim Sawalha — Fekkesh
- Sue Vanner — garota da cabana
- Eva Rueber-Staier — Rubelvitch
- Robert Brown —  Almirante Hargreaves
- Marilyn Galsworthy — assistente de Stromberg
- Milton Reid — Sandor
- Cyril Shaps — Bechmann
- Milo Sperber — Markovitz
- Albert Moses — barman
- Rafiq Anwar — garçon Cairo
- Shane Rimmer — comandante Carter

## Produção

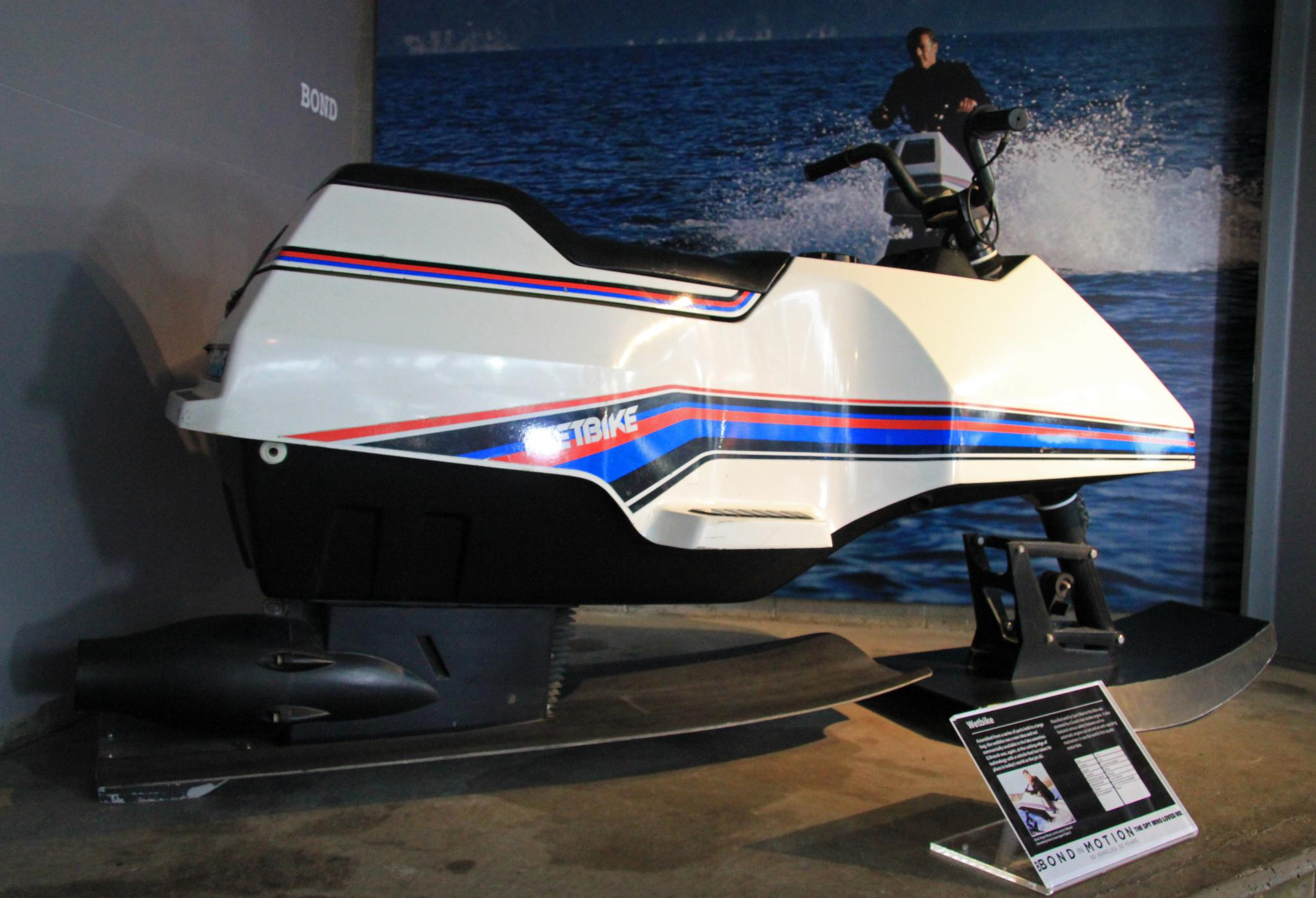
Wetbike

Problemas financeiros, doença da esposa e desentendimentos com o sócio Albert L. Broccoli levaram Harry Saltzman a deixar a Eon Productions. Os argumentistas não podiam pegar em nenhuma parte do romance de Ian Fleming a não ser o título, por causa dos direitos de criação da agência criminosa SPECTRE, agência que estava presente no livro, que estavam sendo disputados na justiça por Kevin McClory e a MGM, obrigando a criação de um argumento inteiramente novo. Atrasos na apresentação do novo argumento forçaram o diretor previamente escolhido Guy Hamilton a deixar a direção e Lewis Gilbert foi contratado. O novo argumento parte da ideia de que um navio-petroleiro estaria a roubar submarinos. Apesar de temerem plágio do filme You Only Live Twice, o produtor decidiu avançar com o argumento.

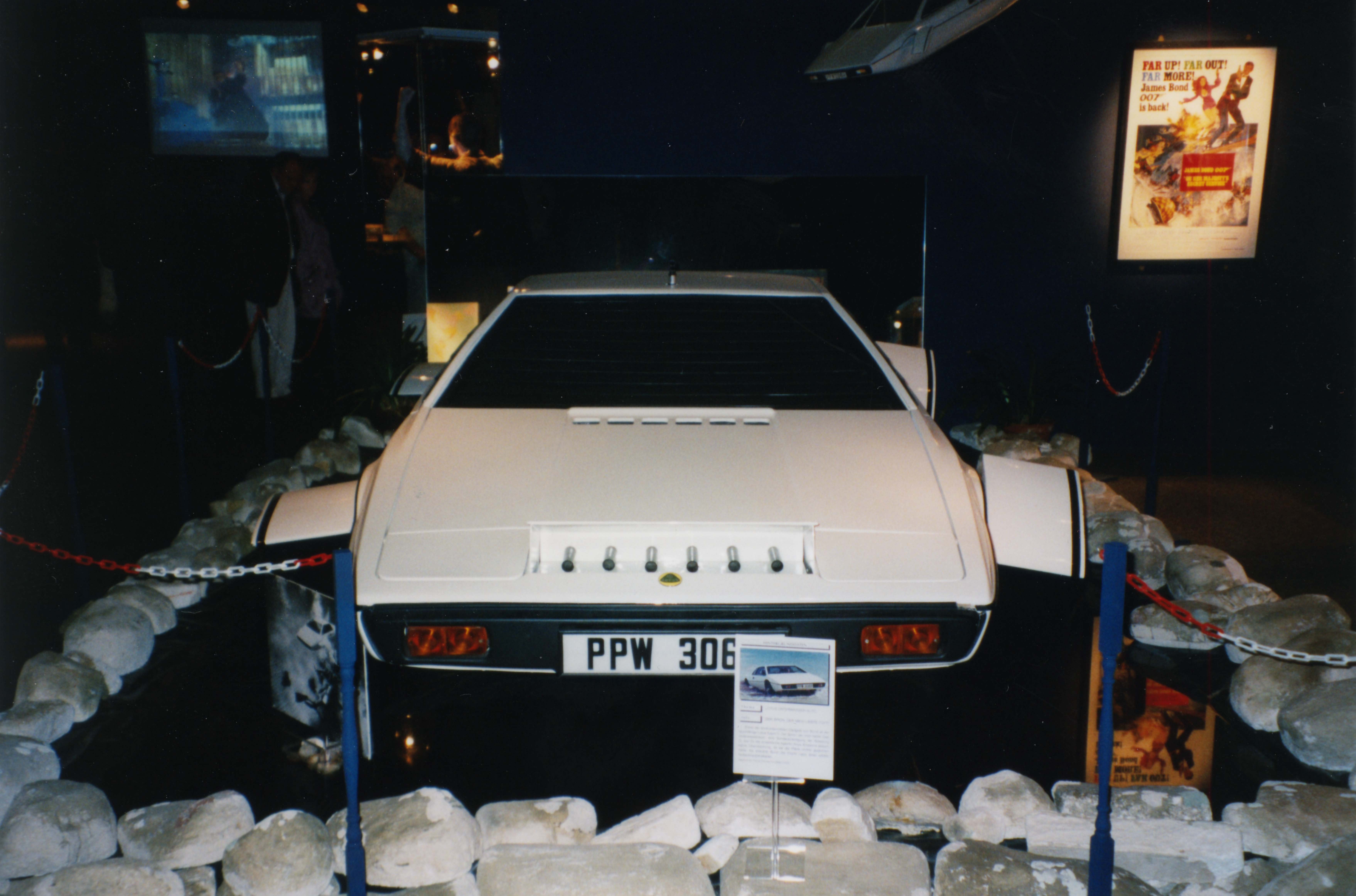
O Lotus Esprit S1 1977 modificado para submersão

Os créditos de abertura ficaram novamente a cargo de Maurice Binder e a canção tema, "Nobody Does It Better", foi composta por Marvin Hamlisch, arranjo de Carole Bayer Sager e gravada por Carly Simon. Hamlisch também foi o responsável pela trilha sonora.
A cena, logo no início do filme, em que Bond salta de paraquedas num precipício, foi realizada pelo dublê Rick Sylvester. O veículo que se transforma em um pequeno submarino é o Lotus Esprit S1. Há também a Kawasaki Z900 sidecar e a Wetbike.
As filmagens ocorreram no Egito, Sardenha, Canadá, Malta, Escócia, Okinawa, Suíça e nos estúdios Pinewood. Já as cenas submersas foram realizadas em Nassau (Bahamas).

## Indicações a prêmios 1978
| Prêmio        | Categoria                    | Indicado                                                                          | Resultado |
| ------------- | ---------------------------- | --------------------------------------------------------------------------------- | --------- |
| Globo de Ouro | Melhor banda sonora original | Marvin Hamlisch                                                                   | Indicado  |
| Globo de Ouro | Melhor canção original       | Marvin Hamlisch (música), Carole Bayer Sager (letra), por "Nobody Does It Better" | Indicado  |
| BAFTA         | Prêmio Anthony Asquith       | Marvin Hamlisch                                                                   | Indicado  |
| BAFTA         | Melhor direção de arte       | Ken Adam                                                                          | Indicado  |
| Oscar         | Melhor direção de arte       | Ken Adam, Peter Lamont e Hugh Scaife                                              | Indicado  |
| Oscar         | Melhor canção original       | Marvin Hamlisch (música), Carole Bayer Sager (letra), por "Nobody Does It Better" | Indicado  |
| Oscar         | Melhor banda sonora          | Marvin Hamlisch                                                                   | Indicado  |